# Symplocos trisepala
Symplocos trisepala är en tvåhjärtbladig växtart som beskrevs av Elmer Drew Merrill. Symplocos trisepala ingår i släktet Symplocos och familjen Symplocaceae. Inga underarter finns listade i Catalogue of Life.